# Fasti Capitolini

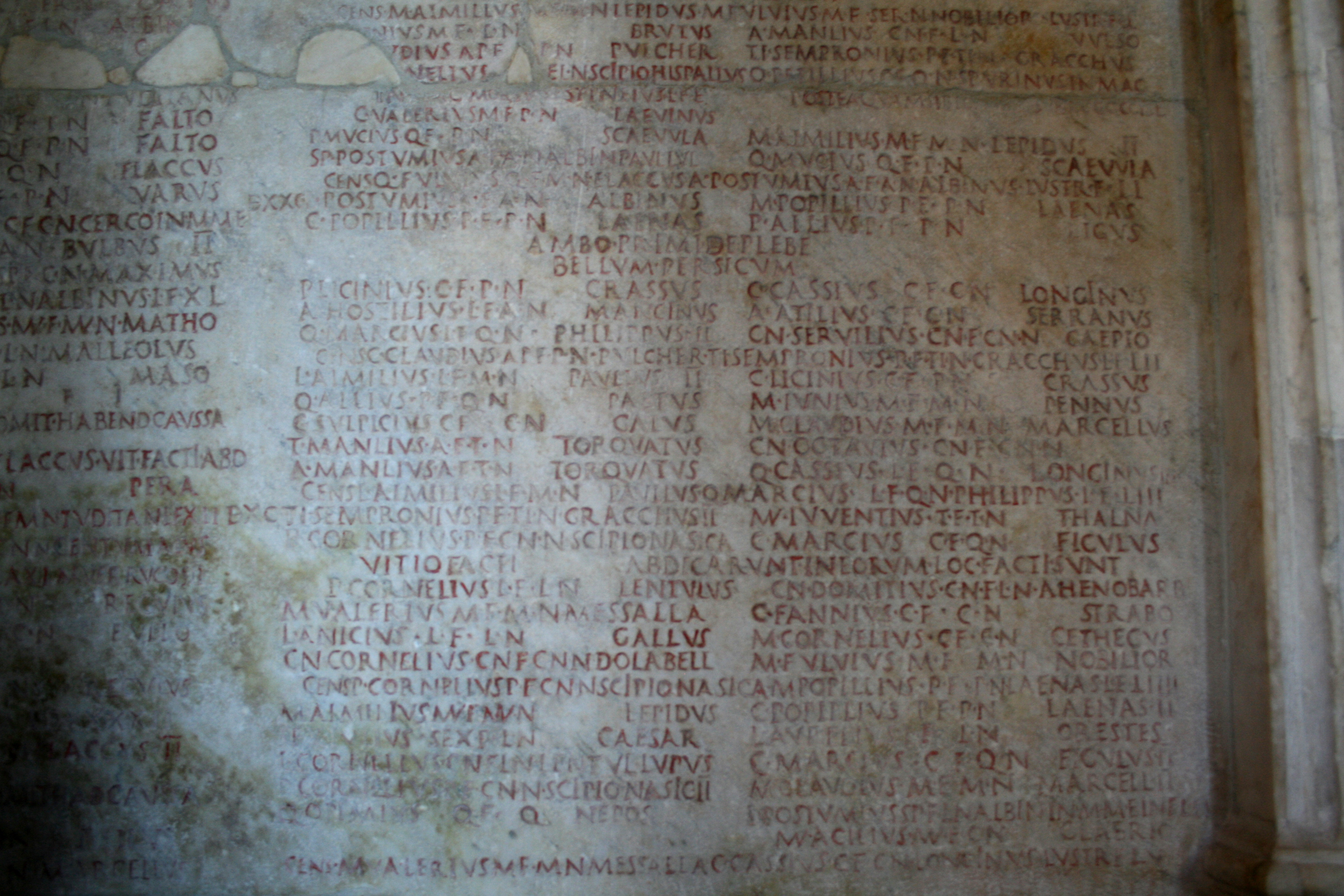
Ausschnitt aus den fasti consulares

Als Fasti Capitolini wird eine in Rom gefundene Inschrift mit einer Liste römischer Konsuln und Feldherren bezeichnet. Diese Liste (lateinisch fasti) stellt, obwohl sie nur in Fragmenten erhalten ist, eine der wichtigsten Quellen für die Geschichte des republikanischen Roms dar, da für manche Konsulate die Fasti die einzige Belegstelle sind.

## Entdeckung
Die Entdeckung im Jahr 1547 erfolgte zufällig, angeblich stieß man beim Ausheben eines Ofens zum Kalkbrennen auf dem Platz vor dem Tempel des Antoninus Pius und der Faustina im Forum Romanum auf Marmortafeln mit Namenslisten. Man war sich schnell ihrer Bedeutung bewusst. Unter der Aufsicht des Kardinals Alessandro Farnese wurden die Fragmente geborgen. Angeblich war auch Michelangelo an der Ausgrabung und der Restaurierung der Tafeln beteiligt. Sie wurden zunächst in die Villa des Kardinals Farnese verbracht, bald darauf dem römischen Volk übergeben und im Konservatorenpalast auf dem Kapitol (daher der Name) in Rom aufgestellt.
Zwei weitere Fragmente der Tafeln wurden 1817/1818 bei einer Ausgrabung auf dem Forum entdeckt.

## Inhalt
Die Fragmente der Tafeln ergeben keine vollständige Liste, sondern weisen Lücken auf. Genau genommen handelt es sich um zwei Listen, nämlich
- die Fasti consulares auf vier Tafeln mit einer Liste der römischen Konsuln von 483 v. Chr. bis 13 n. Chr., und
- die Fasti triumphales auf vier Blendpfeilern (Pilastern) mit einer Liste aller Feldherren, denen bis zum Jahr 19 v. Chr. ein Triumph gewährt worden war.

Aufgestellt wurden die Tafeln irgendwann während der Regierungszeit des Augustus (31 v. Chr. bis 14 n. Chr.). Sie waren ursprünglich möglicherweise an einem der von Augustus aufgestellten Triumphbögen angebracht. Von der Annahme, die Fasti hätten sich in der sogenannten Regia, den Amtsräumen des Oberpriesters auf dem Forum befunden, wo auch die Annalen gelagert wurden, ist man aufgrund neuerer Ausgrabungen abgekommen.
Die Schlussredaktion des Textes wird seit Onofrio Panvinio dem Marcus Verrius Flaccus zugeschrieben, einem Grammatiker und Altertumsforscher aus der Zeit des Augustus, der Ersteller eines römischen Festkalenders war, der Fasti Praenestini, von denen ebenfalls Inschriftenfragmente entdeckt wurden.